# Pholeomyia leucozona
Pholeomyia leucozona är en tvåvingeart som beskrevs av Bilimek 1867. Pholeomyia leucozona ingår i släktet Pholeomyia och familjen sprickflugor. Inga underarter finns listade i Catalogue of Life.